# Cryptophilharmostes mahunkai
Cryptophilharmostes mahunkai is een keversoort uit de familie Hybosoridae. De wetenschappelijke naam van de soort is voor het eerst geldig gepubliceerd in 2000 door Ballerio.